# Маунт Савиџ (Мериленд)
Маунт Савиџ (енгл. Mount Savage) насељено је место без административног статуса у америчкој савезној држави Мериленд.

## Демографија
По попису из 2010. године број становника је 873.
| Група             | 2000.    | 2010.       |
| Белци             | 0 (0,0%) | 839 (96,1%) |
| Афроамериканци    | 0 (0,0%) | 5 (0,6%)    |
| Азијати           | 0 (0,0%) | 1 (0,1%)    |
| Хиспаноамериканци | 0 (0,0%) | 14 (1,6%)   |
| Укупно            | 0        | 873         |